# Werner Kraus
Werner Kraus, avstrijski poslovnež, * 4. maj 1942, Bratislava.
Kraus je dolgoletni predsednik Österreichischer Automobil-, Motorrad- und Touring Club.

## Odlikovanja in nagrade
Leta 1996 je prejel častni znak svobode Republike Slovenije z naslednjo utemeljitvijo: »za zasluge pri krepitvi gospodarskega sodelovanja med Republiko Avstrijo in Republiko Slovenijo, posebej še na področju gumarske industrije«.